# Državna cesta D77
D77 je državna cesta u Hrvatskoj. Ukupna duljina iznosi 33,2 km.

## Naselja
- Žminj
- Svetvinčenat
- Vodnjan